# 故郷の空
『故郷の空』（こきょうのそら）は、スコットランド民謡のメロディに大和田建樹（鉄道唱歌などの作詞者）の詞を乗せた唱歌である。
1888年（明治21年）に、大和田建樹と奥好義の編による唱歌集『明治唱歌 第一集』中の1篇として発表された。
原曲は、ロバート・バーンズの詩を1790年代に曲に乗せた“Comin' Thro' the Rye”として知られている。しかし曲自体は伝統的なスコットランドの曲であり、“Common Frae the Town”で最初に使われ、他にも多くの英語詞がある。
「故郷の空」の詞もバーンズの原曲とは大きく異なり、また他にも、いくつかの内容の異なる日本語詞がある。

## 曲

### 原曲
原曲は英語圏では、茶目っ気と戯れに満ちた楽しい曲であると評されている。
メロディは“Auld Lang Syne”（「蛍の光」の原曲）に似ており、“Auld Lang Syne”はこの曲のバリエーションの1つに由来するとされる。
大きく分けて、メロディやリズムが少し違う2つのバリエーションがある。最初期の楽譜でありバーンズ共編のThe Scots Musical Museum Vol.5（1796）では、それらを「1.st Sett」「2.d Sett」（以後、「1st Sett」「2nd Sett」と記す）としている。それぞれの詞にはバーンズの詩の別の箇所が使われており、本来は2曲1組だったと思われるが、それぞれ単独で歌われるようになった。
メロディは、「2nd Sett」と「故郷の空」はほぼ同じである。一方「1st Sett」は、4音目がオクターブ低い（6度上がる代わりに3度下がる）、第2句（ここでは約13音節を1句とする）が第1句の繰り返し、第3句前半が大きく違うなどの相違がある。またいずれも、「故郷の空」にはない装飾音や短い音符がいくらかある。
リズムはいずれも、「短長」のスコッチスナップが多用され、4音単位では「長短短長」「短長長短」「短長短長」「長短長短」と変化に富む。それに対し「故郷の空」は全て「長短長短」である。ただし、「故郷の空」とほぼ同時代、19世紀後半の楽譜では、「2nd Sett」のリズムの一部が異なり（冒頭が「短長長短」から「長短短長」など）、若干「故郷の空」に近くなっており、現在はこちらのほうが一般的である。

### 故郷の空
「故郷の空」の曲は、原曲の「2nd Sett」のリズムを「長短長短」のいわゆるピョンコ節に統一し、またメロディやリズムの細部を単純化するなどの編曲をほどこしたものである。この編曲は、『明治唱歌』のオリジナル曲を多く作曲した奥好義による。
メロディがほぼヨナ抜き音階（最後の方に1カ所だけファがある）であることもあいまって非常に覚えやすいため、センチメンタルな歌詞とともに日本人の琴線に触れるものがあり、人気曲であった。
日本の横断歩道に設置されている音響装置付信号機では、この「故郷の空」を「通りゃんせ」とあわせて青信号のメロディに採用しているものが多かったが、2003年以降からは「ピヨピヨ」「カッコー」の擬音に置き換えられつつある。

## 歌詞

### Comin' Thro' the Rye
タイトルは“Comin' Thro' the Rye”。これは「Coming Through the Rye」の方言で、「ライ麦畑で出逢うとき」などと訳される。
この歌詞はスコットランドの大詩人ロバート・バーンズによる詩で、方言が多用されている。この歌詞にもいくつかのバージョン違い（とりわけ方言に関して）があり、バーンズによるオリジナルを特定することは難しい。
これを歌詞とした楽譜が最初に出版されたのは、1794年のJohn WatlenによるOld Scots Songsとされるが、この本は現存せず、実在に疑問もある。現存する出版物では、1796年の（本になっていない）楽譜が最古で、“If a Body Meet a Body”というタイトルだった。このタイトルは、歌詞の一節「Gin a body meet a body」と同じ意味である。その年のうちに出版されたThe Scots Musical Museum Vol.5に収録され、そのときには、タイトルは現在とほぼ同じ“Comin Thro' the Rye”（Cominのあとの「'」がない）になっている。
- A weet - wet
- B draigl't - draggled
- C gin - if, should
- D cry - call out [for help]
- E warl - world
- F ken - know
- G ain - own

なお、この詞はこの順番で歌われるのではなく、「1st Sett」では第2段落（Comin thro' the rye -）と第1段落（O, Jenny's a' weet -）、「2nd Sett」では第3段落（Gin a body - Need a body cry?）と第9段落（Ilka lassie -）が歌われる。
この詞は、「誰かと誰かがライ麦畑で出逢うとき、2人はきっとキスをするだろう。何も嘆くことはない。誰でも恋はするものなんだから……」という内容の戯れ歌である。ライ麦（はだかむぎ）は草丈が大人の背丈ほどあるため、夜でなくても畑の中に紛れ込むと、キス以上のことをしても、恥ずかしい思いをすることがないようである。
ロジェー・ワーグナー合唱団などによるCDが発売されているが、曲も本来はピョンコ節ではなく、また、かなりゆっくりとした、しかも投げやりな調子で歌われている。
このようにバーンズの本来の歌詞は、麦畑でイチャイチャしているという猥らな歌、春歌であり、「故郷の空」とは趣が異なる。英語圏では、この歌は猥歌という認識が強く、ネガティヴなイメージしか抱かれないという。

### 故郷の空
故郷を遠く離れて暮らす人が秋の夕暮れに、今頃ふるさとの両親や兄弟たちはどうしているだろうと物思いにふける内容の歌である。
大和田はバーンズが書いた詩を知らなかったようで、全く違う歌詞をつけた。日本では「故郷の空」は明治以後、教育的な唱歌として歌われていくことになる。
バーンズの英語詞では、8+5音節になっているが、これを七六調にしたため、譜割りに不自然なところがある。国語学者の金田一春彦は、「子供のころ、「鈴虫」が鳴くのではなく、東北弁で地虫（じむし、みみずの意）が鳴いているのかと思った」と、随筆に書いた。

### 秋の空
1947年、岩佐東一郎の詞による「秋の空」が発表された。歌詞の内容は“Comin' Thro' the Rye”とも「故郷の空」とも違い、紅葉に染まった秋の山の自然が歌われている。
曲は「故郷の空」と同じである。

### 誰かが誰かと（麦畑）
戦後、「故郷の空」をバーンズの詩に近い形に改作したのが、詩人の大木惇夫と声楽家の伊藤武雄共作による「誰かが誰かと」である。「麦畑」とも呼ばれる。
東京芸術大学の教授だった伊藤は、当時東京大学音楽部を指導していた経緯もあって、外国の歌はもっと原語に忠実に訳すべきという考え方からバーンズの詞に近い形に戻した。
曲も、リズムが「故郷の空」のものではなく“Comin' Thro' the Rye”の「2nd Sett」に似るが、「長短短長」がさらに多い独自のリズムになっている。

### チビデブの歌
1962年に童謡として発表。日本語詞は中原杏二。全4番からなり、1番は小柄、2番は巨体、3番は痩せ、4番は長身をそれぞれ歌い、4フレーズ目で「頭がよくてかわいい」（1番）、「気は優しくて力持ち」（2番）、「スマート」（3番）、「梯子代わりに手が届く」（4番）と、それぞれの長所を歌っている。

### 出かけて 出あって
1963年7月1日、榎本健一と木の実ナナのデュエットで、シングル「おじいちゃま!ハイ!!」（同名テレビドラマ主題歌）のB面曲としてキングレコードより発売された。規格品番：EB-932。日本語詞は門馬直衛、編曲は広瀬文雄。内容はバーンズの本来の歌詞に近い。演奏：キング・シンフォネット。
レコードジャケット記載の英語原題表記は“COMIN' THRU' THE RYE” 。JASRACに於いては「出かけて出会った」の題名で登録、JASRAC作品コードは063-6580-9。原題併記の無い内国作品とされており、訳詞として門馬直衛が、作詞・作曲が共に「スコットランド民謡」名義で登録。本作日本語詞の作詞者である門馬は1961年10月6日に歿しているため日本国に於ける著作権の保護期間が2011年12月31日を以て満了、故に本作の日本語詞についてもPD状態となっている。

### 誰かさんと誰かさん
1970年代、「誰かが誰かを」をさらに発展させた歌が一世を風靡した。なかにし礼の作詞でいかりや長介率いるザ・ドリフターズが歌った「誰かさんと誰かさん」である。前述のような経緯を辿っているため、これが世に出た時、年配者からは「冒涜的な替え歌」という批判がたくさん出たという。しかしながら、このザ・ドリフターズ版が一番元歌の雰囲気を醸しだすものなのである。
曲は、原曲“Comin' Thro' the Rye”とも「故郷の空」とも違うリズムとなっている。
B面は「ドリフのおこさ節」。こちらは秋田県民謡の「おこさ節」が原曲となっている。
収録曲
- 全作詞：なかにし礼／編曲：川口真

1. 誰かさんと誰かさん
作曲：スコットランド民謡
  - 映画『誰かさんと誰かさんが全員集合!!』主題歌
2. ドリフのおこさ節
作曲：秋田県民謡

## 作品での使用
- 原作
  - 小説『ライ麦畑でつかまえて』（1951） - “Comin' Thro' the Rye”が歌われている（小説なので歌詞のみ使用）。原題 The Catcher in the Ryeも歌詞のもじりである。

- 故郷の空
  - 映画『燃ゆる大空』（1940） - 戦闘機、爆撃機の操縦士達が劇中で「故郷の空」を口ずさむシーンが度々あり、戦死した同僚を想い口ずさむ感動シーンで使用される。
  - 映画『二百三高地』　(1980)    - 出征した小賀少尉の代わりに赴任した松尾佐知が担当する教室、 そこで生徒たちが座り、戦死した小賀少尉の遺影の前で、『故郷の空』を斉唱していました。
  - テレビドラマ『可愛い悪魔』(1982、大林宣彦監督) - 殺人鬼の8歳の女の子が、亡き父の思い出の曲として歌うシーンが何度も出てくる。
  - 映画『海難1890』（2015） - エルトゥールル号の遭難から生還したトルコ人乗組員の1人がこの曲（「故郷の空」）をトランペットで演奏し、それに合わせて大島村の住人が歌うシーンがある。
  - アニメ『ルミナスウィッチーズ』 (2022）-お披露目コンサートでミラーシャ、ジニー、いのりが歌うシーンがある。

- 誰かさんと誰かさん
  - 特撮番組『帰ってきたウルトラマン』（1971） - 第48話にて「誰かさんと誰かさん」がマットビハイクルのラジオから流れる楽曲として登場。
  - アニメ『ルパン三世 PART2』（1978） - 第4話「ネッシーの唄が聞こえる｣にて峰不二子が歌う。これが作中で重要な要素となっている。

- 替え歌
  - CM『フジッコ』おかず畑（1996年頃） - 替え歌。
  - CM『セノン』（1997年〜1999年頃） - 替え歌。
  - テレビドラマ『刑事コロンボ』シーズン10通算第67話「復讐を抱いて眠れ」（1998） - パーティ中にジャズバンドが葬儀に関した替え歌を演唱。字幕では「誰かが誰かと葬儀場で」と意訳された。
  - CM『キリン 一番搾り 糖質ゼロ』 (2020) - 「麦畑」として替え歌が使われている。
  - CM『ローレルスクエア木津川台』（年代不明[いつ?]・近鉄不動産） - 替え歌。

- その他・不明
  - CM『サントリー烏龍茶』（1990年頃） - 中国語詞版（歌詞は麦畑ではなく茶畑の中で戯れる初々しい男女を描写している）。
  - オヨネーズ『麦畑』（1990） - イントロにこの曲が使われている。
  - 映画『スウィングガールズ』（2004） - 劇中で主要登場人物が演奏。
  - 連続テレビ小説『はね駒』・『マッサン』 - BGMとして流れたり、登場人物が歌唱したりするシーンが頻繁にみられる。